# Renato Guerreiro
Renato Navarro Guerreiro (Oriximiná, 15 de janeiro de 1949 — 28 de fevereiro de 2011) foi um empresário e engenheiro elétrico brasileiro, considerado homem-chave no processo de privatização das telecomunicações no Brasil. Ele foi o primeiro presidente da Agência Nacional de Telecomunicações (Anatel), exercendo o cargo de novembro de 1997 até abril de 2002.

## Biografia
Renato Guerreiro formou-se em Engenharia Elétrica, com especialização em Telecomunicações, na Pontifícia Universidade Católica do Rio de Janeiro (PUC-Rio).
Foi enterrado em Brasília.